# 努埃斯德埃夫罗
努埃斯德埃夫罗，是西班牙阿拉贡自治区萨拉戈萨省的一个市镇。 总面积8.2平方公里，总人口837人（2019年），人口密度102.2人/平方公里。位于首府萨拉戈萨东南20公里处。 境内有圣马丁教区教堂和房屋宫殿，这两座历史建筑均始建于16世纪。部分市域被划入Sotos y Galachos del Ebro自然保护区。